# Caromb
Caromb település Franciaországban, Vaucluse megyében. Lakosainak száma 3469 fő (2022. január 1.). Caromb Mazan, Le Barroux, Carpentras, Malaucène, Modène és Saint-Hippolyte-le-Graveyron községekkel határos.

## Népesség
A település népességének változása:
| Lakosok száma | 3164 | 3249 | 3358 | 3348 | 3370 | 3399 | 3448 | 3458 | 3469 |
|               | 2013 | 2015 | 2016 | 2017 | 2018 | 2019 | 2020 | 2021 | 2022 |